# Karen Brancourt
Karen Patricia Pollock z  d. Brancourt (ur. 15 marca 1962) – australijska wioślarka, brązowa medalistka olimpijska.

## Kariera
Wystąpiła na igrzyskach olimpijskich w Los Angeles w 1984, gdzie osada Australii w składzie: Robyn Grey-Gardner, Karen Brancourt, Susan Chapman, Margot Foster i Susan Lee zdobyła brązowy medal w czwórkach ze sternikiem. W finale A o 3,99 sekundy przegrały z osadą Rumunii i o 1,74 sekundy z osadą Kanady. Był to jej jedyny start olimpijski.